# Psidium brownianum
Psidium brownianum är en myrtenväxtart som beskrevs av Carl Friedrich Philipp von Martius och Dc.. Psidium brownianum ingår i släktet Psidium och familjen myrtenväxter. Inga underarter finns listade i Catalogue of Life.